# Ludwig Albrecht
Ludwig Albrecht (Moringen, 5 juli 1861 - Hamburg, 28 februari 1931) was een Duitse theoloog die eerst luthers was maar later katholiek-apostolisch werd. Hij staat vooral bekend door zijn vertaling van het Nieuwe Testament, die in 1999 zijn 15e druk beleefde.

## Levensloop
Albrecht studeerde aan de Georg-August universiteit in Göttingen en aan de Kaiser Wilhelm universiteit te Straatsburg. Na zijn studietijd werkte hij in Scharnebeck bij Lüneburg als predikant in dienst van de Evangelisch-Lutherse kerk van Hannover. In 1889 legde hij daar zijn ambt neer.
Sindsdien was hij in de Katholiek Apostolische Gemeenten werkzaam, allereerst als diaken te Hamburg. In 1900 werd hij in de Katholiek Apostolische Kerk geroepen als zogenoemde "aartsengel van de Algemene Kerk", wat ongeveer overeenkomt met de functie van aartsbisschop. Hiervoor ontving hij op 13 juli 1900 zijn wijding. Aangezien hij naast Turks en Russisch vrijwel alle Europese talen beheerste, was hij vooral werkzaam in het buitenland. Vooral na het overlijden van de laatste coadjutor in 1929 was zijn arbeid sterk toegenomen. Hij was de laatstlevende "aartsengel" van de Katholiek Apostolische Kerk en zijn laatste jaren werkte hij vanuit Bremen, waar hij tevens fungeerde als verantwoordelijk "engel" van de gemeente. In februari 1931 vertrok hij naar Hamburg om de ernstig zieke "engel" van de hoofdgemeente aldaar de ziekenzalving te bedienen. Bij terugkomst in zijn hotel werd hij plotseling onwel en stierf enkele minuten later. Zijn stoffelijk overschot werd door zijn zoon, Johannes Albrecht, op 4 maart overgebracht naar Bremen en de volgende dag na een rouwdienst begraven op de begraafplaats van Osterholz.

## Werken
- Die ersten 15 Jahre der christl. Kirche, 1900 (2e druk: 1935)
- Paulus, der Apostel Jesu Christi, 1903
- Der Islam, 1918
- Der Buddhismus, 1919 (2e druk: 1923)
- Das Neue Testament in die Sprache der Gegenwart übersetzt und kurz erläutert, 1920 (15e druk: 1999)
- Die Geschichte des Volkes Israel von Muse bis auf die Gegenwart, 1926 (2e druk: 1927)
- Die Psalmen, in die Sprache der Gegenwart übersetzt und kurz erläutert, 1927
- Übersetzung der großen und kleinen Propheten (manuscript)